# Dhahar

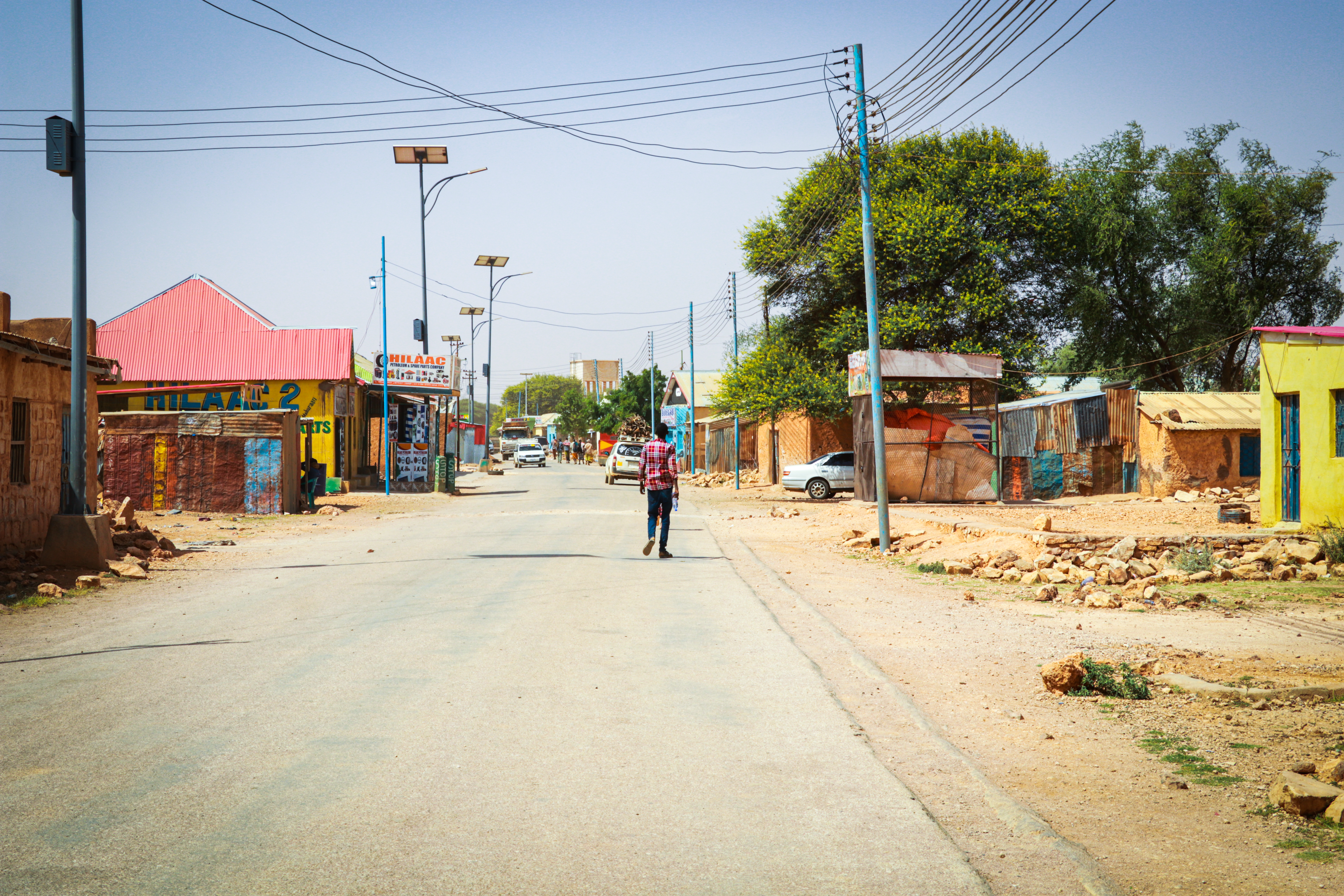
Dhahar (2023)

Dhahar ist eine Stadt in der östlichen Region Sanaag in Somalia.

## Geschichte
Dhahar ist das Zentrum des Distrikts Badhan. Dhahar war in den späten 2000er Jahren kurzzeitig Teil der Verwaltung von Maakhir, die sich hauptsächlich auf das Gebiet des Distrikts Badhan erstreckte, bis es 2009 offiziell in die Behörde von Puntland eingegliedert wurde. Im Jahr 2013 ergriff Somaliland die Kontrolle über den Distrikt, einschließlich Dhahar.

## Bildung
Die Siedlung verfügt über eine Reihe von akademischen Institutionen. Nach Angaben des Bildungsministeriums von Puntland gibt es im Distrikt Dhahar 5 Grundschulen. Darunter befinden sich die Mubarak-Grundschule, Al-Raxma, Buraan und Al-Khayr. Zu den Sekundarschulen in der Region gehört auch die Mubarak Secondary.